# Microcara testacea
Microcara testacea är en skalbaggsart som först beskrevs av Carl von Linné 1767.  Microcara testacea ingår i släktet Microcara, och familjen mjukbaggar. Arten är reproducerande i Sverige.

## Bildgalleri

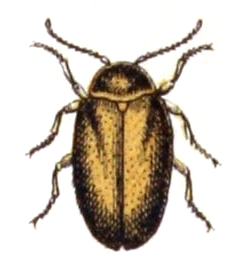